# Tuckahoe (Comtat de Westchester)
Tuckahoe és una població del Comtat de Westchester (Nova York) als Estats Units d'Amèrica. Segons el cens dels Estats Units del 2000 tenia 6.211 habitants.

## Demografia
Segons el cens del 2000, Tuckahoe tenia 6.211 habitants, 2.627 habitatges, i 1.626 famílies. La densitat de població era de 3.931,3 habitants per km².
Dels 2.627 habitatges en un 30,3% hi vivien nens de menys de 18 anys, en un 47% hi vivien parelles casades, en un 11,9% dones solteres, i en un 38,1% no eren unitats familiars. En el 33% dels habitatges hi vivien persones soles el 10,2% de les quals corresponia a persones de 65 anys o més que vivien soles. El nombre mitjà de persones vivint en cada habitatge era de 2,36 i el nombre mitjà de persones que vivien en cada família era de 3,05.
Per edats la població es repartia de la següent manera: un 23,3% tenia menys de 18 anys, un 5,7% entre 18 i 24, un 36,7% entre 25 i 44, un 21,2% de 45 a 60 i un 13,1% 65 anys o més.
L'edat mediana era de 36 anys. Per cada 100 dones de 18 o més anys hi havia 86,6 homes.
La renda mediana per habitatge era de 60.744 $ i la renda mediana per família de 78.188 $. Els homes tenien una renda mediana de 56.217 $ mentre que les dones 41.077 $. La renda per capita de la població era de 31.819 $. Entorn del 5,7% de les famílies i el 7,2% de la població estaven per davall del llindar de pobresa.